# Flor Koninckx
Florimond Auguste Basile (Flor) Koninckx (Tienen, 22 juni 1952) is een Belgisch ex-rijkswachter, presentator en sp.a-politicus.

## Biografie
Van opleiding is Koninckx licentiaat criminologie. Hij behaalde in 1975 zijn diploma aan de Rijksuniversiteit Gent. Hij was officier en nadien commandant bij de rijkswacht en daarna van 2001 tot 2004 hoofdcommissaris bij de Federale Politie. Tussen 1989 en 2004 was hij het gezicht van het korte programma Kijk uit op de openbare omroep VRT, waarin hij uitleg verschafte over verkeersveiligheid en waardoor hij bekend werd bij het grote publiek in Vlaanderen. Ook is hij de auteur van boeken in verband met het behalen van het rijbewijs.
In 2004 vroeg toenmalig sp.a-voorzitter Steve Stevaert hem om kandidaat te zijn voor de Vlaamse verkiezingen van 13 juni 2004. Met onmiddellijke ingang verliet Flor Koninckx Kijk uit en werd hij daar opgevolgd door Gail Van Hoever. Na die verkiezingen kwam hij eind juli 2004 voor de kieskring Vlaams-Brabant in het Vlaams Parlement terecht als opvolger van Bruno Tobback, die de overstap maakte naar de federale regering. Hij bleef Vlaams volksvertegenwoordiger tot juni 2009 en zetelde van 2004 tot 2009 in de commissie Mobiliteit, Openbare Werken en Energie en van 2008 tot 2009 in de commissie Buitenlands Beleid, Europese Aangelegenheden, Internationale Samenwerking en Toerisme. Tussen eind juli 2004 en begin 2007 werd hij door het Vlaams Parlement aangewezen als gemeenschapssenator. In de Senaat was hij van 2004 tot 2005 lid van de commissie Financiën en Economische Aangelegenheden en van 2005 tot 2007 lid van de commissie Justitie.
Begin 2005 nam hij deel aan het tv-survivalprogramma Stanley's Route. Hierdoor was hij enkele maanden afwezig in het Vlaams Parlement en in de Senaat. Dit leverde hem veel kritiek op, onder andere van zijn eigen partijgenoot en toenmalig voorzitter van het Vlaams Parlement Norbert De Batselier.
Koninckx had in de Vlaamse politiek nog steeds het meest aandacht voor de verkeersveiligheid. In 2008 werd hij echter zelf betrapt op het rijden onder invloed van alcohol. De sp.a ontnam hem daarop het woordvoerderschap over verkeersveiligheid.
Bij de verkiezingen van 7 juni 2009 kon Koninckx geen zitje in het Vlaams Parlement meer bemachtigen. Er ontstond iets later commotie omdat Koninckx wel nog de wedde van een parlementair krijgt tot aan zijn pensioen in 2012. Dat was namelijk zo afgesproken met zijn partij in 2004.
Datzelfde jaar was hij ook deelnemer aan het VTM-programma 71° Noord.
In 2012 bemachtigde Koninckx niet langer een zitje als gemeenteraadslid in Diest. In 2006 was hij daar verkozen tot gemeenteraadslid en van 2007 tot 2012 was hij er schepen van Mobiliteit en Verkeersveiligheid en voorzitter van het OCMW.